# Benatti
Sérgio Benatti Pasculli de Curci (Rio de Janeiro, 7 de novembro de 1965), mais conhecido como Benatti, é um ex-jogador brasileiro de futsal, que atuava na posição de ala. Benatti fez parte da Seleção Brasileira de Futsal que conquistou o primeiro título mundial em 1989.